# Begonia buimontana
Espèce
Synonymes
- Begonia bui-montana (préféré par NCBI)[2]
- Begonia buimontana[2]
- Begonia fenchihuensis S.S.Ying[1]

Begonia buimontana est une espèce de plantes de la famille des Begoniaceae.
Elle a été décrite en 1933 par Yoshimatsu Yamamoto (1893-1947).